# Universidade Técnica de Darmstadt
A Universidade Técnica de Darmstadt, Darmestádio  ou Darmstádio  (em alemão: Technische Universität Darmstadt, abreviatura: TU Darmstadt ou TUDa) é uma instituição pública de ensino superior, na cidade de Darmstadt, na Alemanha, fundada em 10 de outubro de 1877.
Está vocacionada para 3 polos de trabalho e desenvolvimento: (1) Energia e meio ambiente,(2) Informação e pesquisa de informação,(3) Matéria e materiais.
Dispõe de 167 edifícios em 5 locais: (1) Campus de Stadtmitte, (2) Campus de Lichtwiese, (3) Jardim Botânico, (4) Estádio Universitário e (5) Túnel de Vento / August-Euler.Tem cerca de 25 355 estudantes, dos quais 441 doutorandos, e conta com 310 professores e 4 592 funcionários.
Os institutos são os GSI Helmholtzzentrum für Schwerionenforschung e os da Sociedade Fraunhofer. O Centro Europeu de Operações Espaciais (SOC) da Agência Espacial Europeia está localizada em Darmstadt. A cidade também é um centro importante da indústria farmacêutica e química (Merck KGaA e Rohm and Haas). A Universidade de Ciências Aplicadas de Darmstadt possui Faculdades de Técnica, Economia e Social.

## Estudantes e professores notáveis
- Peter Grünberg, físico e Prémio Nobel de Física (2007)[13][14]
- Horst Ludwig Störmer, físico e Prémio Nobel de Física (1998)[15]
- Gerhard Herzberg, químico e Prémio Nobel de Química (1971)[16]
- Hermann Staudinger, químico e Prémio Nobel de Química (1953)[17]
- Rainer Zitelmann, escritor e historiador alemão

## Cooperação internacional

### África
- Etiópia
  - Universidade de Adis Ababa
- Eritrea
  - Universidade de Asmara

### Oceania
- Australia
  - Universidade da Nova Gales do Sul, Sydney
  - Universidade de Tecnologia de Curtin, Perth
- New Zealand
  - Universidade da Cantuária, Christchurch

### Ásia
- China
  - Universidade de Tongueji, Xangai
- Índia
  - Instituto Indiano de Tecnologia, Madras
- Japão
  - Nihon - Faculdade Universitária de Ciência e Tecnologia, Tóquio
  - Universidade de Tohoku, Sendai
- Coreia do Sul
  - Universidade Feminina EWHA, Seul
- Mongólia
  - Universidade Mongol de Tecnologia e Ciência, Ulã Bator
- Rússia
  - Universidade Estatal de Iacutusque
  - Universidade de Direito Internacional e Economia, Moscovo
  - Universidade de Economia e Finanças, São Petersburgo
- Seri Lanca
  - Universidade de Colombo, Colombo
- Vietname
  - Universidade de Transporte e Comunicação, Hanoi
- Indonésia
  - Instituto de Tecnologia Trisakti, Jacarta
  - Instituto de Tecnologia de Bandungue, Bandungue
- Malásia
  - Universidade de Malaya
- Singapura
  - Universidade Nacional de Singapura
  - Universidade Tecnológica Nanyang
- Taiwan
  - Universidade Nacional Cheng Kung, Tainã
- Tailândia
  - Universidade Chulalongkorn, Banguecoque
  - Instituto Internacional de Tecnologia Sirindhorn, Universidade Thammasat, Banguecoque

### América do Norte
- EUA
  - Virginia Tech, Blacksburg
  - Instituto Politécnico de Worcester, Worcester
  - Universidade de Buffalo
  - Universidade da Califórnia em Berkeley
  - Universidade de Illinois em Urbana-Champaign
  - Universidade do Colorado em Boulder
  - Universidade Tulane, Nova Orleães

- Canadá
  - Universidade da Colúmbia Britânica, Vancuver
  - Universidade de Saskatchewan, Saskatoon
  - Universidade de Ottawa, Otava

- México
  - Universidade Autónoma de Nuevo León, Monterrey

### América do Sul
- Argentina
  - Universidade Católica Argentina, Buenos Aires

- Brasil
  - PUC-Rio Pontifícia Universidade Católica do Rio de Janeiro
  - Universidade Estadual de Campinas, São Paulo
  - Universidade Estadual Paulista (Unesp), São Paulo
  - Universidade Federal do Paraná, Curitiba
  - Universidade de São Paulo
  - Universidade Metodista de Piracicaba, Piracicaba

- Colômbia
  - Universidade Nacional da Colômbia, Bogotá

### Oriente Médio
- Irão
  - Universidade de Tecnologia Xarife, Teerão
- Israel
  - Universidade Ben Gurion do Negueve, Bersebá
- Turquia
  - Universidade Técnica do Médio Oriente, Ancara